# 高岡警察署 (宮崎県)
高岡警察署（たかおかけいさつしょ）は、宮崎県警察所管の警察署である。
老朽化や度重なる浸水被害のため、2028年度をめどに国富町運動公園西側の町有地に移転・県警察本部一ッ葉庁舎（交通機動隊本部および自動車警ら隊本部）と統合して宮崎西警察署（仮称）とする計画がある。

## 所管区域
- 宮崎市高岡町（高岡地域自治区）
- 東諸県郡
  - 綾町
  - 国富町

## 所在地
- 宮崎県宮崎市高岡町飯田4丁目1番地4（住居表示前の旧住所：飯田209番地）

## 交番
- 高岡交番（宮崎市高岡町五町175番地1）
- 国富交番（東諸県郡国富町大字本庄4853番地1）

## 駐在所
- 西高岡駐在所（宮崎市高岡町浦之名1954番地9）
- 穆佐駐在所（宮崎市高岡町小山田1489番地1）
- 綾駐在所（東諸県郡綾町大字入野542番地6）
- 木脇駐在所（東諸県郡国富町大字木脇5064番地3）

## 移転計画
現在の高岡警察署は2024年12月現在で築57年と老朽化している。また、大淀川と支流の飯田川の合流部にあり、敷地内に水門があることから平成以降、台風で7回浸水し、2005年の台風第14号では１階天井付近まで床上浸水した。このことから、高岡警察署の移転・建て替えが検討された。移転先として、浸水被害の少ない高台にある、「国富町運動公園」（国富町本庄）内の町有地（幼児プール、遊具施設、駐車場等）を国富町から買い取って転用する案が提案された。建て替えにあたっては、同じく老朽化と津波被害が懸念される県警察本部一ッ葉庁舎と統合し、交通機動隊・自動車警ら隊を新警察署に移転の上、隣接する宮崎北・宮崎南警察署の一部区域を編入して、「宮崎西警察署」（仮称）に改称することも計画されている。2029年（令和11年度）の完成・移転を予定している。